# Pentekostalizm
Pentekostalizm (ruch zielonoświątkowy) – nurt chrześcijaństwa wyrosły i zakorzeniony w ewangelikalnym protestantyzmie, charakteryzujący się wyjątkowym naciskiem na znaczenie darów Ducha Świętego, w tym prorokowania, uzdrawiania chorych (np. przez nałożenie rąk i modlitwę), glosolalii, o których wspomniano w rozdziale 12 Pierwszego Listu do Koryntian. Za początkową datę rozwoju ruchu zielonoświątkowego przyjmuje się 1901 r. – w Stanach Zjednoczonych.
Wyznawcy pentekostalizmu są nazywani w Polsce zielonoświątkowcami z uwagi na najważniejsze dla nich wydarzenie – Zesłanie Ducha Świętego jako początek Kościoła, które w Biblii (Dz.Ap. 2,1) określane jest jako Zielone Święta.
Nabożeństwa zielonoświątkowe charakteryzują żarliwe modlitwy, głośne śpiewy i muzyka, a czasem także spontaniczny taniec. Zielonoświątkowcy tłumaczą, że to właśnie Duch Święty prowadzi ich nabożeństwo, a oni nie są ograniczeni religijnymi schematami. Nabożeństwo zielonoświątkowe zasadniczo dzieli się na dwie części: uwielbieniową (modlitwa, śpiew) oraz zwiastowania (kazanie, nauczanie, ewangelizacja).
Z pentekostalizmu wywodzi się historycznie ruch charyzmatyczny, który w przeciwieństwie do klasycznych zielonoświątkowców niekoniecznie akceptuje teologię wesleyańsko-uświęceniową i dlatego mógł zacząć działać wśród historycznych wyznań protestanckich oraz w Kościele katolickim (np. Odnowa w Duchu Świętym).
W Polsce największą denominacją pentekostalną jest Kościół Zielonoświątkowy w RP.

## Teologia
Pod względem teologicznym większość denominacji zielonoświątkowych łączy z innymi chrześcijanami ewangelikalnymi nacisk na wiarygodność i nieomylność Biblii jako Słowa Bożego oraz wyłączne pośrednictwo Jezusa Chrystusa w zbawieniu. Pentekostalizm przyjmuje konieczność nawrócenia się: pokuty i wiary w Ewangelię. Od pozostałych protestantów różnią się natomiast naciskiem na osobiste doświadczenie przeżywania obecności i mocy Ducha Świętego. Jackie David Johns pisze, że „w doktrynie zielonoświątkowej Biblię postrzega się jako księgę, w której Duch Święty jest zawsze aktywny, a spotkanie z Pismem to spotkanie z Bogiem”.
Zielonoświątkowcy odwołują się do biblijnego wydarzenia Zesłania Ducha Świętego (Zielonych Świątek), czyli Pięćdziesiątnicy, podczas którego apostołowie i inni zgromadzeni „napełnieni zostali wszyscy Duchem Świętym, i zaczęli mówić innymi językami, tak jak im Duch poddawał” (Dzieje Apostolskie 2,4). Wyróżnikiem pentekostalizmu jest doświadczenie chrztu w Duchu Świętym, który wyposaża wierzącego w Jego moc oraz dary (charyzmaty). Chrzest ten jest często (choć nie zawsze) wiązany z darem „mówienia językami” (glosolalia), będący dla zielonoświątkowców dowodem na błogosławieństwo chrztu w Duchu Świętym.

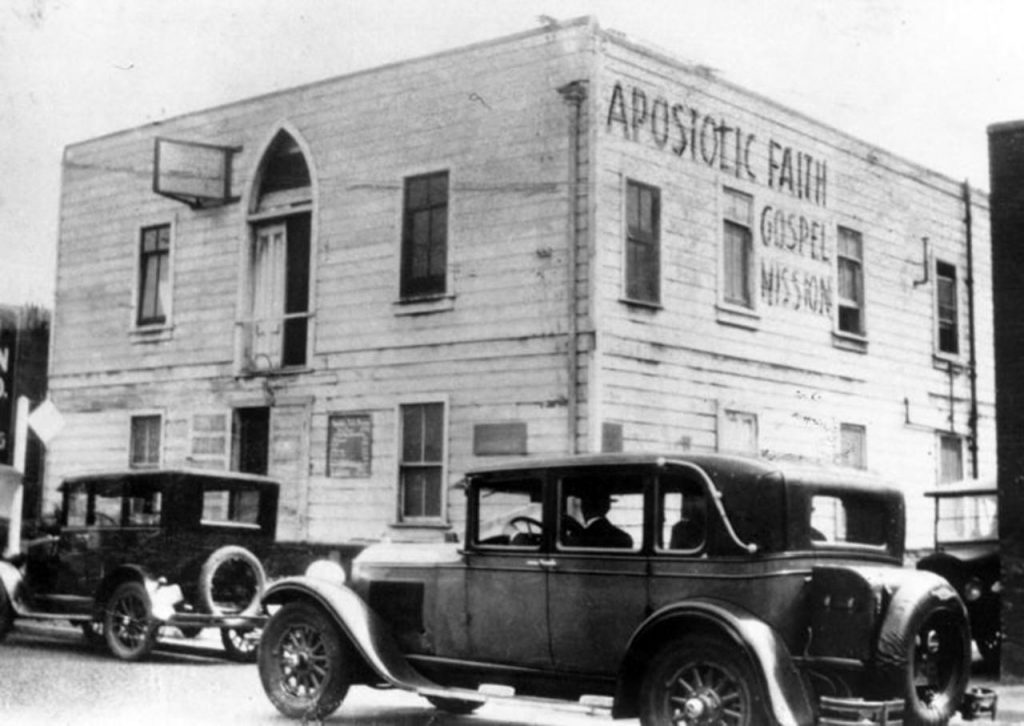
Misja Wiary Apostolskiej przy Azusa Street

Pierwsi przedstawiciele zielonoświątkowców twierdzili (na podstawie kontrowersyjnego myślenia indukcyjnego), że osoba, która nie mówi językami, nie jest zbawiona – ma to swoją przyczynę w fakcie, że chociaż pentekostalizm wywodzi się z Ruchu Uświęceniowego, który również mówił o „chrzcie w Duchu Świętym”, to na początku nadawano mu rolę, jaką w pierwszym Kościele spełniły cztery, opisane w Biblii wylania Ducha Świętego, szczególnie zaś z 2. rozdziału Dziejów Apostolskich – czyli momentu, w którym Duch Święty został dany wierzącym. To pociągało za sobą szereg twierdzeń: skoro osoba nie mówi językami – nie otrzymała jeszcze chrztu w Duchu Świętym. A skoro nie otrzymała tego chrztu – nie ma jeszcze Ducha Świętego – a więc nie jest jeszcze zbawiona (bo bez Ducha Świętego zbawienie jest niemożliwe). Twierdzenie to jest obecnie zarzucane przez większość pentekostalnych wspólnot na podstawie 14. rozdziału I Listu do Koryntian, w którym apostoł Paweł krytykuje nadmierną fascynację tym darem przez tamtejszy zbór, podkreślając, że nie wszystkim Bóg go udziela.
Krytyka pentekostalnej teologii w zakresie charyzmatów powtarza zarzuty wysunięte przez św. Pawła pod adresem wczesnego kościoła w Koryncie (zob. 1 List do Koryntian, rozdziały 12–14), natomiast obrońcy twierdzą, że poglądy zielonoświątkowców wiążą się z właściwym rozumieniem Kościoła wyrażonym w Dziejach Apostolskich.
Zdecydowana większość zielonoświątkowców przyjmuje doktrynę Trójcy Świętej, ale niektóre Kościoły zielonoświątkowe, określane jako apostolskie lub „Tylko Jezus” głoszą teologię Jedności Bóstwa, która zaprzecza tradycyjnej doktrynie Trójcy Świętej. Jedną z największych zielonoświątkowych denominacji jednościowców jest Zjednoczony Kościół Zielonoświątkowy. Zielonoświątkowcy Jedności, zwani czasem także jako „zielonoświątkowcy tylko Jezusa” lub „zielonoświątkowcy apostolscy” z powodu przekonania, że apostołowie chrzcili nawróconych tylko „w imię Jezusa”, wierzą, że Bóg objawił się raczej w trzech różnych rolach, a nie, że istnieje w trzech różnych osobach – co się z tym łączy, Imię Boże, to „Jezus”. Większość kościołów zielonoświątkowych, włączając w to Światową Konferencję Zielonoświątkową i Wspólnotę Zielonoświątkowych i Charyzmatycznych Kościołów Ameryki Północnej potępiła jednak teologię „Jedności Bóstwa” jako herezję.
Powszechnie wśród zielonoświątkowców praktykuje się chrzest wiary przez zanurzenie. Zwolennicy takiego podejścia argumentują, iż chrzczenie niemowląt jest niedopuszczalne, bowiem według ich poglądu chrzest wymaga złożenia osobistego świadectwa i świadomego ślubowania wierności Bogu. Istnieją jednak denominacje pentekostalne praktykujące chrzest niemowląt, m.in. Kościół Metodystyczno-Zielonoświątkowy Chile (Iglesia Metodista Pentecostal de Chile).
Wieczerza Pańska na pamiątkę śmierci Jezusa Chrystusa jest obchodzona pod dwiema postaciami: chleba i wina. Praktykowane są również: rozmowa duszpasterska, często z wyznaniem grzechów, małżeństwo, namaszczanie olejem ku uzdrowieniu, ordynowanie duchownych (diakonów i prezbiterów). Podczas nabożeństw pentekostalnych często zdarzają się spontaniczne akty mówienia językami, prorokowania, uzdrawiania, wyrzucania demonów, śpiewania, klaskania, co odróżnia je od nabożeństw innych wyznań.

## Historia

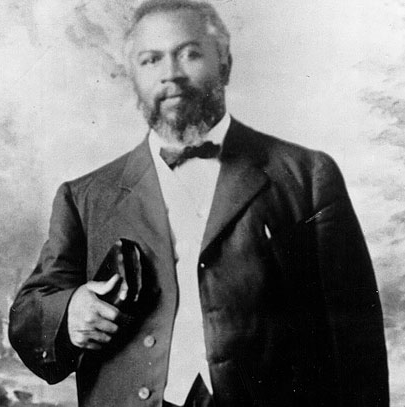
William Joseph Seymour

Współcześni historycy religii odnajdują wielu prekursorów ruchu pentekostalnego (zwłaszcza w tzw. ruchu uświęceniowego Holiness Movement oraz metodyzmie), którzy przyjmowali motywy, będących później elementami zielonoświątkowej doktryny i praktyki – zwłaszcza konieczność przełomowego wydarzenia w życiu człowieka – odrodzenia (regeneration), o którym nadmienił Jezus w Ewangelii Jana 3,3 oraz chrztu w Duchu Świętym (Ew. Łukasza 24,49 i Dzieje Apostolskie 2). Jednak tradycyjnie początki współczesnego ruchu zielonoświątkowego wiąże się z wydarzeniami na przełomie XIX i XX wieku. Za początek pentekostalizmu może uchodzić doświadczenie chrztu w Duchu Świętym w 1896 roku w Shearer School House w Cherokee County w Karolinie Północnej. Najczęściej jednak za początek pentekostalizmu uważa się dwa wydarzenia: w 1901 roku w Topeka w stanie Kansas oraz na ulicy Azusa w Los Angeles. Pierwsze z tych wydarzeń wiąże się z prowadzącym szkołę biblijną Bethel Bible byłym pastorem metodystycznym Charlesem Foxem Parhamem, którego uczniowie poczynając od Agnes Ozman, a następnie sam Parham, doznali daru mówienia językami, a także obserwowano, jak twierdził Parham, języki ognia nad ich głowami. Pastor Parham sformułował jako pierwszy zielonoświątkową doktrynę, że mówienie językami jest „biblijnym dowodem” chrztu w Duchu Świętym.

### Azusa Street
Ekspansja ruchu zaczęła się wraz z tzw. przebudzeniem przy Azusa Street w Los Angeles, które rozpoczęło się 9 kwietnia 1906 roku, w domu Edwarda Lee i jego żony, gdy Lee poczuł, jak podczas modlitwy wypełnia go Duch Święty. Obecny na miejscu kaznodzieja Afroamerykanin William J. Seymour, uczeń Parhama, także twierdził, że został owładnięty Duchem Świętym. 18 kwietnia 1906 roku na pierwszej stronie „Los Angeles Times” zamieściła artykuł o ruchu, gdyż dziennikarze byli wstrząśnięci tym, że mitingi na Azusa Street obalały bariery rasowe: „Biali i czarni łączą się w religijnym szaleństwie” – pisała gazeta.
W trzecim tygodniu kwietnia 1906 roku mała, ale wciąż rosnąca grupa wynajęła opuszczony budynek przy tej samej ulicy i zorganizowała tam Misję Wiary Apostolskiej, w której trzy razy dziennie odbywały się spotkania, podczas których tysiącom osób udzielono chrztu w Duchu Świętym, podczas których doświadczali mówienia językami i innych manifestacji Ducha Świętego. Na Azusa Street ukształtowała się specyficzna duchowość pentekostalna, łącząca anglosaski ruch przebudzeniowy, dążący do indywidualnego doskonalenia w wierze z afroamerykańską tradycją ekstatycznego kultu, w którym było miejsce na spontaniczne okrzyki, pieśni spirituals i taniec. To połączenie okazało się wyjątkowo atrakcyjne dla wielu ludzi i z Azusa Street ruch szybko rozpowszechnił się na cały świat i objął miliony ludzi.
Alfred oraz Lillian Garr w 1907 roku przybyli z Los Angeles do Kalkuty, w roli zielonoświątkowych misjonarzy i niezależnie od nich w 1920 Fanny Simpson do Purulia, w Indiach. Lucy Farrow w 1907 przybyła do Liberii, w 1908 Kanadyjski misjonarz John G. Lake – do Południowej Afryki. W 1909 roku, za sprawą misjonarzy ruch zielonoświątkowy przybył do włoskich społeczności w Argentynie i Brazylii, w 1910 na Bahamy, a w 1911 do brytyjskiej Afryki wschodniej, w 1912 do Chin. Taka jest powszechnie przyjmowana wersja początków pentekostalizmu. Wynika z niej, że czołową rolę w powstaniu ruchu odegrali Afroamerykanie. Wersję tę w latach 70. XX w. potwierdził Walter J. Hollenweger i inni badacze z Birmingham.

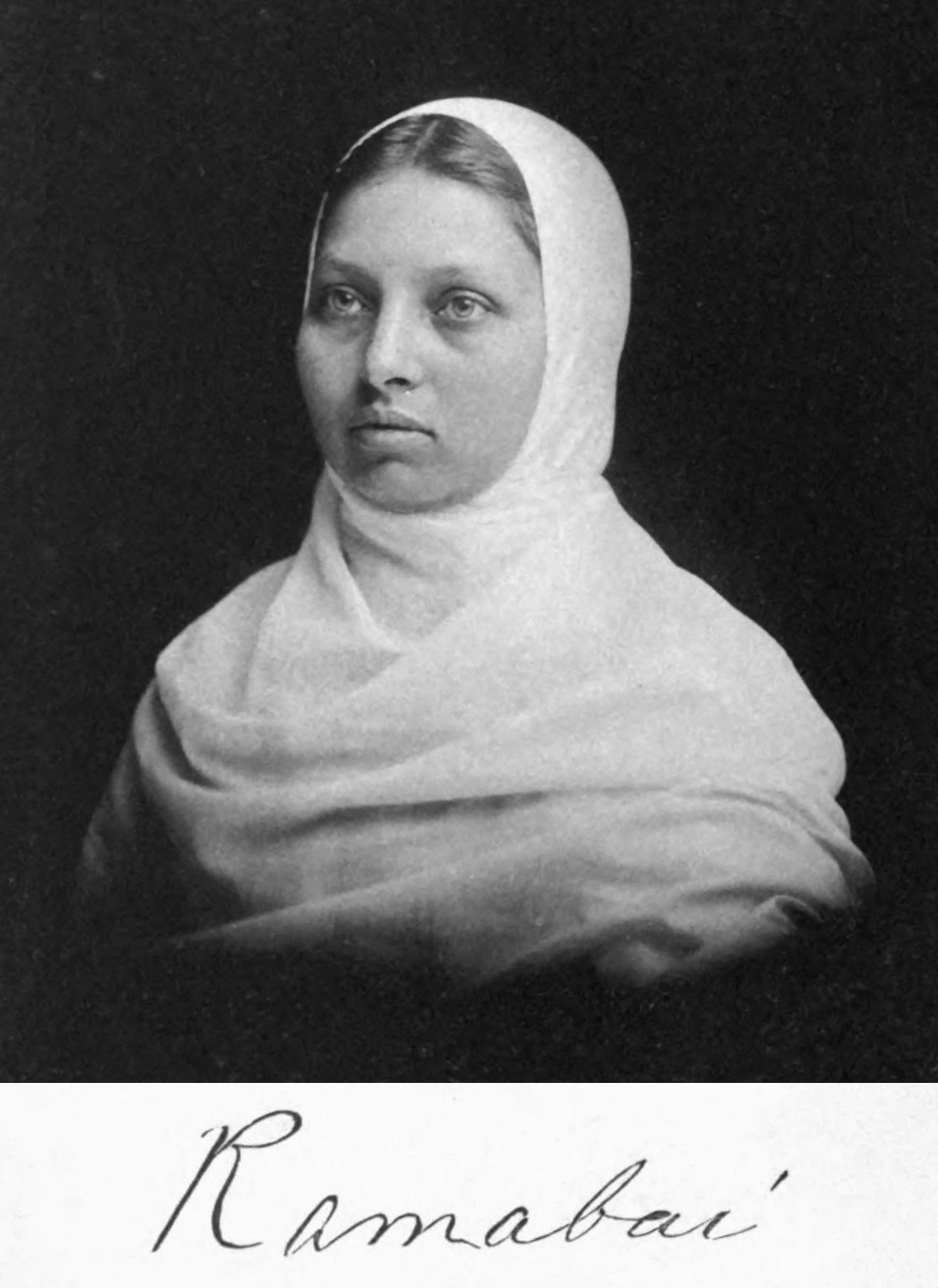
Pandita Ramabai

Allan Anderson, historyk pentekostalizmu, zakwestionował tę wersję historii, pomimo iż zgadza się, iż wydarzenia przy Azusa Street odegrały zasadniczą rolę w rozprzestrzenieniu pentekostalnego doświadczenia. Anderson zwraca uwagę, że w różnych częściach świata pentekostalne przebudzenie rozpoczęło się wcześniej bądź niezależnie od Azusa Street. W Indiach doświadczenie zielonoświątkowe pojawiło się po raz pierwszy w latach 1860–1865, w Tamilnadu, następnie w latach 1873–1881, w Travancore i ponownie w latach 1905–1907, w Pune, gdzie działała anglikańska Mukti Mission, w której pracowała Pandita Ramabai. Ramabai nie jest tak znana jak Parham i Seymour, ale w 1907 roku Willis Hoovera, metodystyczny przebudzeniowiec z Valparaíso, w Chile, usłyszał o doświadczeniu Rambai i w 1909 sam zapoczątkował zielonoświątkowe doświadczenie w Chile. Naśladowcy Hoovera przynieśli to doświadczenie do Wenezueli, Norwegii i Indii. Większość chilijskich zielonoświątkowców bierze początek od przebudzenia z Valparaíso z 1909 roku i dlatego różnią się od klasycznych zielonoświątkowców z Ameryki Północnej.

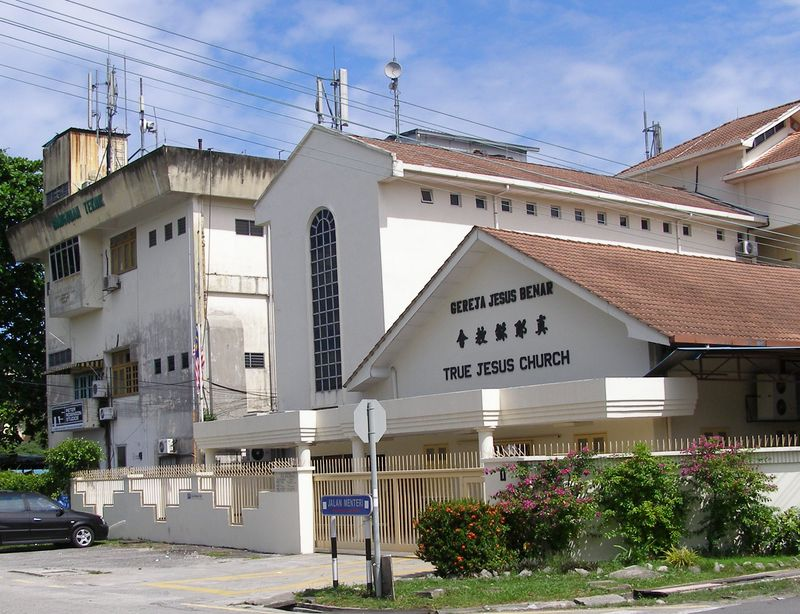
Prawdziwy Kościół Jezusa w Kuala Lumpur

W 1907 roku pojawiło się ono w Pjongjangu, w Korei, za sprawą prezbiteriańskiego duchownego Kim Ik Du. Koreańscy zielonoświątkowcy podkreślają, że początki ich ruchu sięgają doświadczeń które miały miejsce wcześniej w ich kraju. W 1904 roku miało miejsce przebudzenie w Walii, a w 1908 w Mandżurii. W 1917 powstał w Chinach Prawdziwy Kościół Jezusa, ale miał antymisyjne nastawienie. W 1918 miało miejsce pentekostalne przebudzenie w Lagos.
Według Andersona historycy wyolbrzymili rolę Azusa Street, skąd misjonarze udali się do różnych krajów świata i przypisano im część tego, co stało się w tych krajach jako wynik lokalnych przebudzeń. Lokalni charyzmatycy są zwykle marginalizowani w pentekostalnej historiografii. Jednym z argumentów jest ten, że przebudzenia w Korei, Chinach, Indii, Chile, Nigerii i Wybrzeżu Kości Słoniowej nie były stricte pentekostalnymi przebudzeniami.
Mimo początkowego zjednoczenia w 1924 ruch podzielił się na tle nieporozumień rasowych. Kiedy w 1948 roku powstała Zielonoświątkowa Wspólnota Ameryki Północnej składała się wyłącznie z anglo-amerykańskich wspólnot zielonoświątkowych. W 1994 zielonoświątkowcy wrócili do rasowego pojednania białych i czarnych ugrupowań w czasie spotkania znanego później jako Cud z Memphis. Formalne zjednoczenie czarnych i białych ruchów w 1998 doprowadziło do przekształcenia Zielonoświątkowej Wspólnoty Ameryki Północnej w Zielonoświątkowe/Charyzmatyczne Kościoły Północnej Ameryki.

### Europa
W Europie pierwszym głosicielem pentekostalizmu był Thomas Ball Barratt, norweski pastor metodystyczny. W Wielkiej Brytanii, pierwszym powstałym kościołem zielonoświątkowym był Kościół Apostolski.
W Polsce ruch zielonoświątkowy przyjęło wielu członków Kościoła Ewangelicko-Augsburskiego na Śląsku Cieszyńskim, którzy już w 1910 r. utworzyli stowarzyszenie pn. Związek na rzecz Stanowczego Chrześcijaństwa, zwany też Związkiem Stanowczych Chrześcijan. Istniał on do 1947 r., kiedy pod presją władz utworzono Zjednoczony Kościół Ewangeliczny, do którego włączono później także inny odłam pentekostalizmu – powstały w 1929 r. Związek Chrześcijan Wiary Ewangelicznej. W 1988 r. większość polskich zborów pentekostalnych utworzyła Kościół Zielonoświątkowy w RP.

### Neopentekostalizm
W latach 60. XX wieku powstał w pentekostalizmie ruch zwany czasem charyzmatycznym, mający połączyć główny nurt zielonoświątkowy z podobnym w łonie tzw. Kościołów tradycyjnych, m.in. występującym wewnątrz Kościoła katolickiego. W przeciwieństwie do wczesnych zielonoświątkowców, nie opuszczali oni swych Kościołów na rzecz Kościołów typowo zielonoświątkowych, ani nie zakładali nowych denominacji. Ich mottem stały się słowa „Kwitnij tam, gdzie Bóg cię zasadził”. Część charyzmatyków opuściła jednak dotychczasowe związki wyznaniowe i założyła nowe, często w pełni niezależne zgromadzenia.
W latach 80. i 90. powstała trzecia fala.
Na gruncie pentekostalizmu powstało szereg ruchów charyzmatycznych, takich jak Kościoły neocharyzmatyczne, Ruch Wiary (wyznający tzw. teologię sukcesu) czy błogosławieństwo z Toronto (Toronto Blessing, Laughing Revival). Wspomniany Ruch (Słowa) Wiary, przez jego przeciwników zwany „teologią sukcesu” głosi m.in. że powodzenie materialne, zdrowie fizyczne i szczęście w ziemskim życiu są owocami właściwego używania zbudowanych w oparciu o Biblię i relację z Bogiem wiary, mądrości i posłuszeństwa Jego prowadzeniu, a nędza i choroba nie są wolą Bożą dla człowieka biblijnie wierzącego. Daje się tu zauważyć dużą zbieżność z poglądami które napotkać można w judaizmie. Błogosławieństwa z Toronto, zwane też jako „święty śmiech” datują się od spotkania w 1994 roku w Toronto Airport Vineyard Church, podczas których wylanie Ducha Świętego objawić się miało jako śmiech zebranych (choć zjawiska takie jak „śmiech w Duchu” czy „pijani w Duchu” miały miejsce w ruchu charyzmatycznym już wcześniej).
Ortodoksyjni zielonoświątkowcy odrzucają: teologię sukcesu, śmianie w Duchu, tarzanie się po ziemi w Duchu itp., pozytywne wyznawanie uznając je za herezję. Według Davida Wilkersona teologia sukcesu jest największą obecnie głoszoną herezją. Bóg chce dawać swoim dzieciom błogosławieństwo materialne, ale chrześcijanin to człowiek potrafiący się ograniczać i nigdy nie może zacząć dyktować Bogu, co ma mu dać – a do tego prowadzi teologia sukcesu. Wielu wymienionych tu kaznodziejów, w szczególności telewizyjnych uznawanych jest za manipulatorów i ocenianych negatywnie przez ortodoksyjne Kościoły zielonoświątkowe. Należy więc rozdzielić ruch zielonoświątkowy od ruchów i nurtów wywodzących się z pentekostalizmu lub w jakiś sposób z nim związanych.

## Zielonoświątkowe denominacje

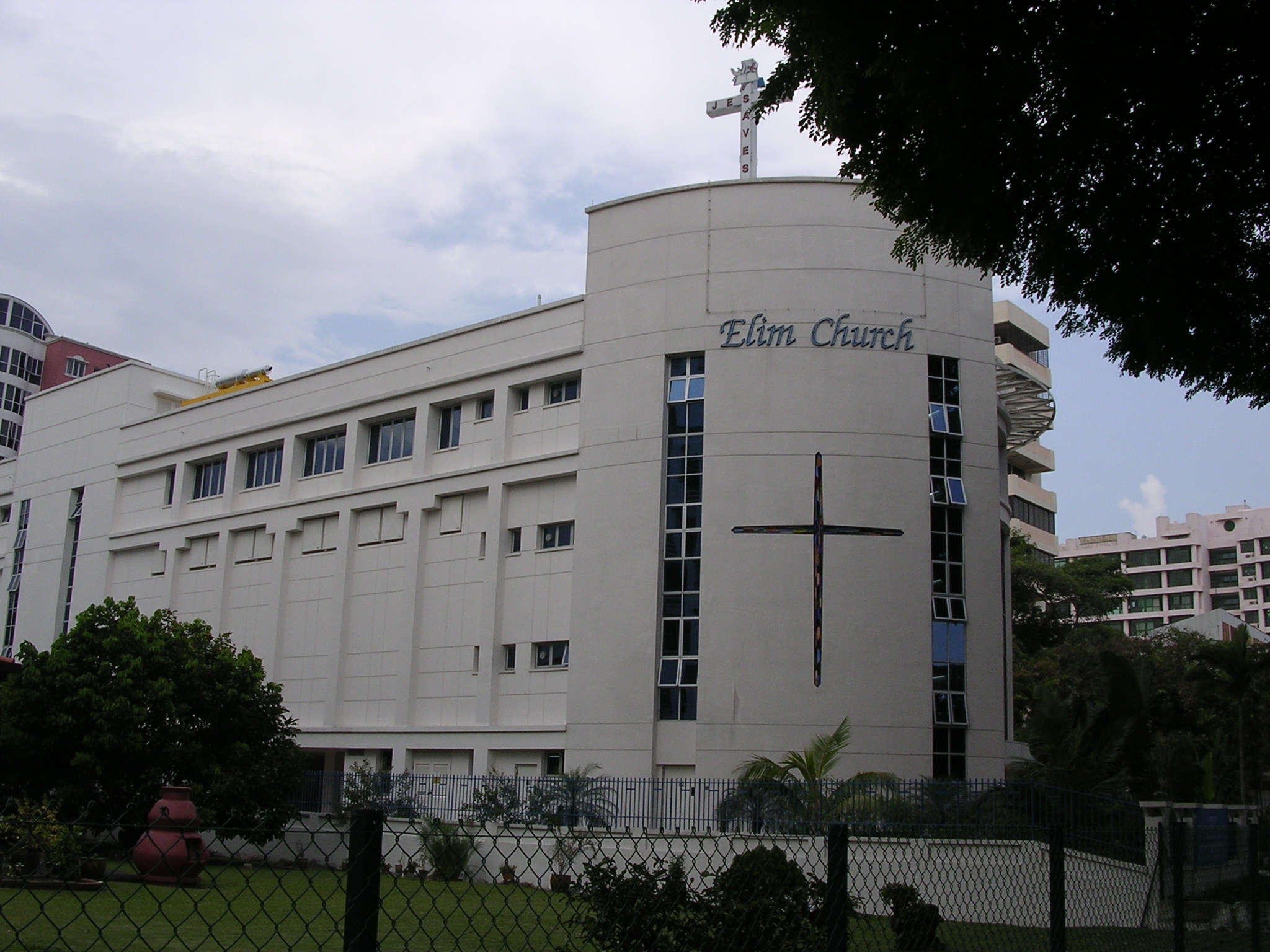
Kościół Zborów Bożych w Singapurze

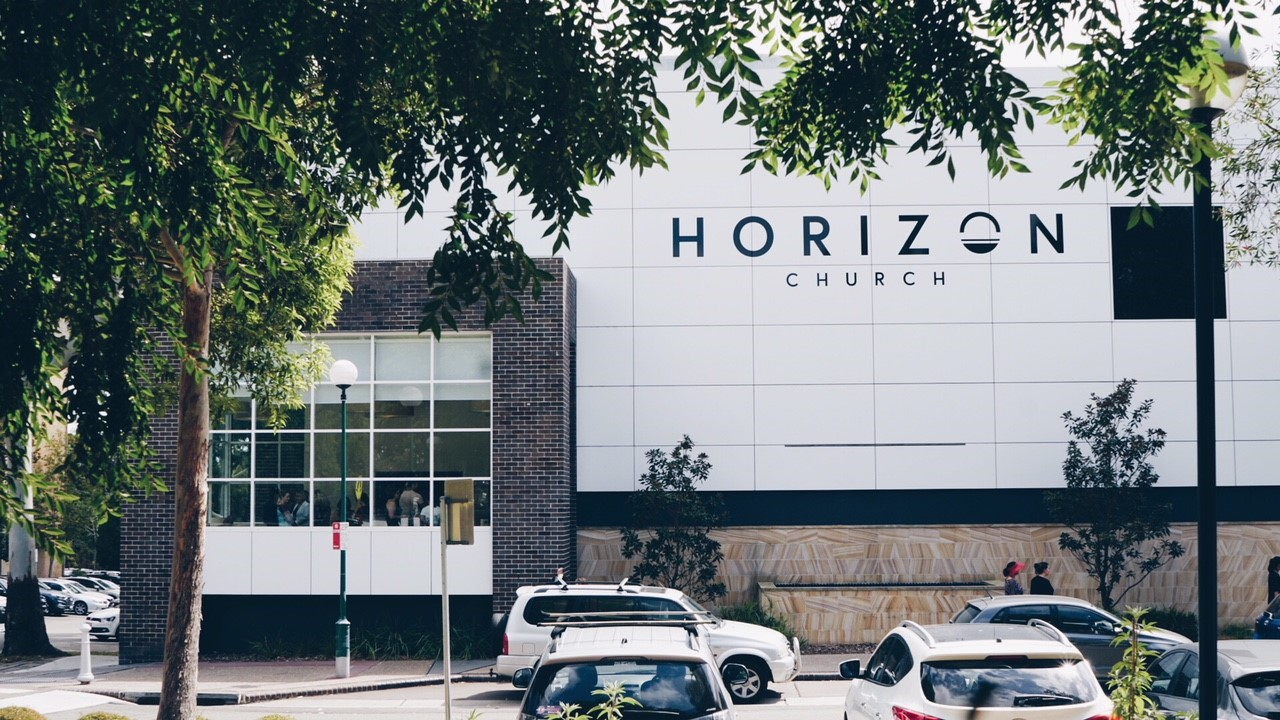
Budynek Horizon Church w Sydney, w Australii

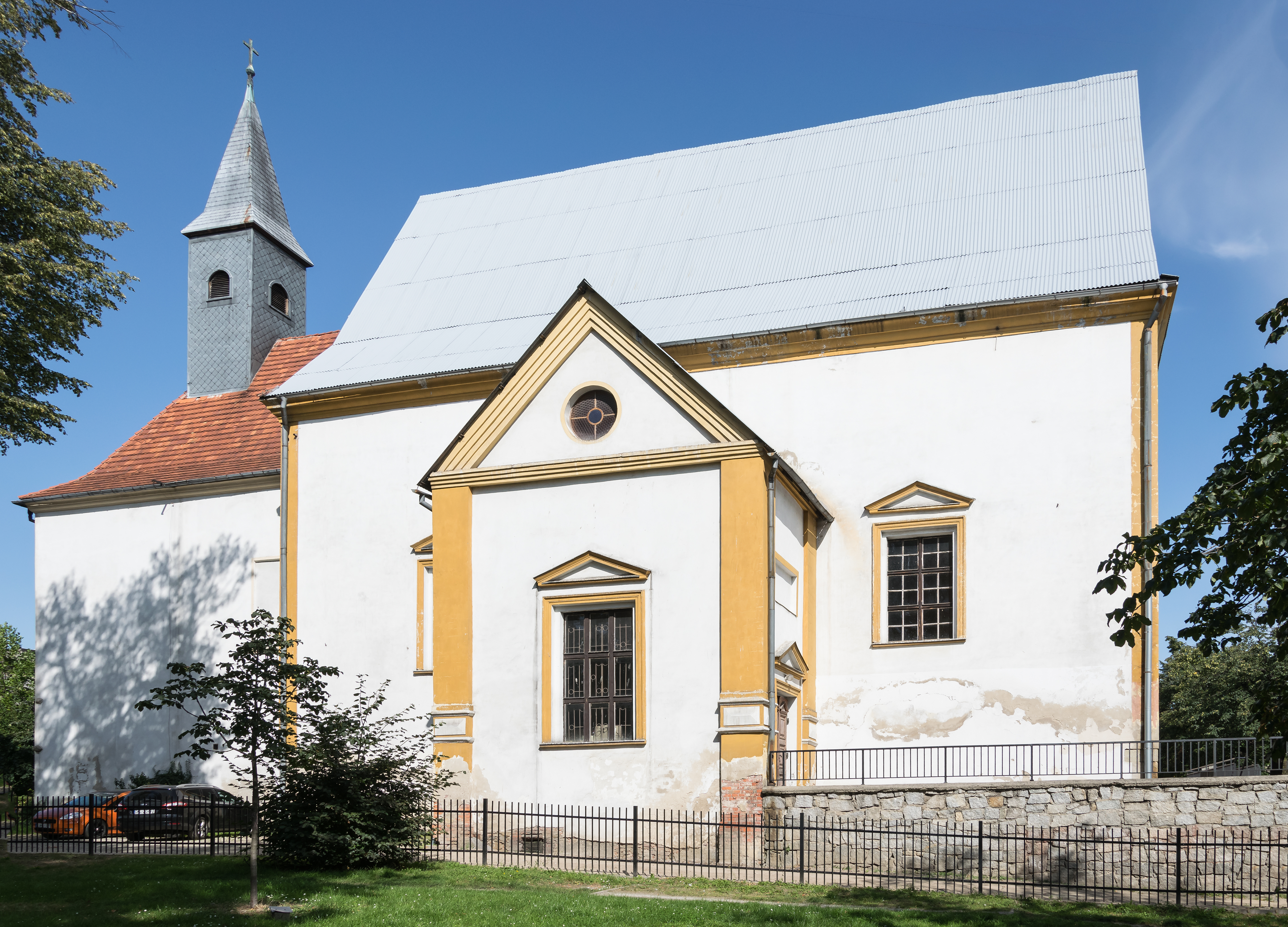
Kościół zielonoświątkowy w Świdnicy

Największymi pentekostalnymi wspólnotami są Zbory Boże (Assemblies of God) (na świecie 85,4 mln, w USA 2,9 mln wiernych), chińskie kościoły domowe (kilkadziesiąt milionów), Kościół Apostolski (Apostolic Church) (15 mln, w tym 4,5 mln w Nigerii), Międzynarodowy Krąg Wiary (International Circle of Faith) (ponad 10 milionów, gł. w Kongo), Uniwersalny Kościół Królestwa Bożego (Igreja Universal do Reino de Deus) (10 mln, w Brazylii 2 mln), Kościół Poczwórnej Ewangelii (International Church of the Foursquare Gospel) (8,8 mln wiernych, gł. w Indonezji i Brazylii), Kościół Boży w Chrystusie (the Church of God in Christ) (szacunkowo 8 mln wiernych, ok. 5,5 mln w USA), Kościół Boży (Church of God w Cleveland) (7,5 mln, ok. 1 mln w USA), Odkupiony Chrześcijański Kościół Boży (Redeemed Christian Church of God) (7 mln), Zjednoczony Kościół Zielonoświątkowy (United Pentecostal Church International) (5,1 mln), Kościół „Jezus jest Panem” (Jesus Is Lord Church Worldwide) (ok. 5 mln, gł. na Filipinach), Zielonoświątkowy Kościół Świętości (Pentecostal Holiness Church) (4,6 mln), Etiopski Kościół Wierzących Pełnej Ewangelii (Ethiopian Full Gospel Believers' Church) (4,5 mln, gł. w Etiopii), Kościół Zielonoświątkowy (Church of Pentecost) (4,2 mln, w tym 3,6 mln w Ghanie), Misja Wiary Apostolskiej (Apostolic Faith Mission) (3,7 mln, w tym 1,4 mln w Południowej Afryce) i Kongregacja Chrześcijan (Congregação Cristã) (3–5 mln, większość w Brazylii).
W Brazylii działa od 1932 r. Kościół Adwentystów Obietnicy, przyjmujący doktrynę Adwentyzmu Dnia Siódmego wzbogaconą o elementy charyzmatyczne (chrzest Duchem Świętym, prorokowanie, uzdrawianie chorych, glosolalia, spontaniczne uwielbienie). Posiada ok. 200 000 członków. Obecnie rozprzestrzenił się również nad inne kraje świata (m.in. Mozambik, Nigeria).
W Polsce istnieją m.in. następujące zielonoświątkowe/neo-zielonoświątkowe związki wyznaniowe:
- Kościół Zielonoświątkowy w RP (pod tą nazwą zał. 1988, 13 104 członków, 24,2 tys. wiernych, tj. razem z dziećmi i sympatykami)[17], według spisu powszechnego z 2021 roku ponad 30 tysięcy osób zadeklarowało przynależność do Kościoła Zielonoświątkowego.
- Kościół Boży w Chrystusie (utw. w 1988, 5023 wiernych)
- Chrześcijańska Wspólnota Zielonoświątkowa (utw. w 1986, ponad 3 tys. wiernych)
- Kościół Boży (utw. w 1996, 2826 wiernych; wcześniej: Kościół Jezusa Chrystusa w Krakowie, lokalnie zachowano tę ostatnią nazwę)
- Kościół Chrześcijan Wiary Ewangelicznej (utw. w 1988, 1511 wiernych)
- Ewangeliczny Kościół Chrześcijański (utw. w 2006, 1003 wiernych)
- Ewangeliczna Wspólnota Zielonoświątkowa (utw. w 1981, 589 wiernych)

Oraz mniejsze, działające na zasadzie wolnych zborów, zrzeszonych w organizacjach kościelnych (np. Kościół Chrześcijan Wiary Ewangelicznej, który ma charakter federacji), bądź niezrzeszonych:
- Centrum Biblijne „Jezus Jest Panem” (zbór w Warszawie)
- Centrum Chrześcijańskie „Kaanan” (306 wiernych)
- Centrum Chrześcijańskie „Miecz Ducha” w Kaliszu (150 wiernych)
- Chrześcijańska Wspólnota Ewangeliczna (150 wiernych – zbór w Bielsku–Białej)
- Chrześcijańska Wspólnota Jordan (zbór w Rumi)
- Chrześcijańskie Centrum „Pan jest Sztandarem” (100 wiernych – zbór w Tarnowie)
- Chrześcijański Kościół „Dobra Nowina” (50 wiernych)
- Chrześcijański Kościół „Maranatha” w Wiśle (35 wiernych)
- Chrześcijański Kościół Odrodzenia (powiązany z IFCA International)
- Kościoły lokalne (zbory w Kamiennej Górze, Radomiu, Warszawie, Lublinie, Rybniku i Kwidzynie)
- Kościół „Chrystus dla wszystkich” (327 wiernych)
- Kościół Chrześcijański „Arka” w Poznaniu (103 wiernych)
- Kościół Chrześcijański „Jezus Żyje” (95 wiernych)
- Kościół Chrześcijański „Słowo Wiary” (142 wiernych)
- Kościół Chrześcijański w Warszawie
- Kościół Chrześcijański „Wieczernik” (80 wiernych)
- Kościół Chrześcijański „Miejsce Odnowienia” (dawniej Kościół Jezusa Chrystusa w Lublinie)
- Kościół Chrześcijański ZOE (zbór w Gdyni)
- Kościół Chwały (200 wiernych)
- Kościół Jezusa Chrystusa „Syjon” w Rzeszowie
- Kościół Jezusa Chrystusa w Werbkowicach (30 wiernych)
- Kościół Jezusa Chrystusa Wiary Chrześcijańskiej
- Kościół „Misja dla Polski”
- Kościół Pentakostalny w RP (41 wiernych)
- Kościół Zmartwychwstałego w Tarnowskich Górach (200 wiernych)
- Misja „Centrum Służby Życia” (78 wiernych)
- Warszawski Kościół Międzynarodowy (70 wiernych)
- Wrocław dla Jezusa (180 wiernych)
- Zbór Ewangelicznych Chrześcijan w Duchu Apostolskim
- Zbór Ewangelii Łaski (35 wiernych)
- Kościół Aktywnych Chrześcijan w Rzeczypospolitej Polskiej (198 wiernych)
- Zbór w Wodzisławiu Śląskim (105 wiernych)
- Zjednoczony Kościół Zielonoświątkowy (125 wiernych)
- Związek Duch i Moc

Pierwszej próby klasyfikacyjnej polskiego pentekostalizmu dokonał Leszek Jańczuk. Najbardziej protestancki charakter zachowuje pierwsza fala. Cechą charakterystyczną drugiej fali jest akcentowanie znaczenia wiary, cechą charakterystyczną trzeciej fali jest Ewangelia sukcesu. Do pierwszej fali zaliczył Kościół Zielonoświątkowy, Chrześcijańską Wspólnotę Zielonoświątkową, Ewangeliczną Wspólnotę Zielonoświątkową. Do drugiej fali zaliczył Kościół Boży w Chrystusie, Kościół Chrześcijan Wiary Ewangelicznej, Kościół Boży. Natomiast w światowym pentekostalizmie ruchy takie jak Toronto Blessing czy ruch wstawienników zaliczył on do wypaczeń trzeciej fali.

## Statystyki
Statystyki są często rozbieżne, ponieważ wiele kościołów nie wiadomo do którego nurtu protestanckiego zaliczyć. Rozmaite źródła podają od 380 do 600 milionów. Według World Christian Database liczba klasycznych zielonoświątkowców wynosi 78 milionów (denominacja Zbory Boże), charyzmatyków – 192 milionów, a neo-charyzmatyków (neozielonoświątkowców) – 318 milionów.
David Barrett i Todd Johnson oszacowali, że w roku 2001 liczba zielonoświątkowców, charyzmatyków i neo-charyzmatyków wynosiła 523 milionów. Stanowili oni 27% chrześcijan. Zielonoświątkowcy i charyzmatycy byli obecni w 9 tysiącach etnicznych grup, a posługiwali się 8 tysiącami języków, które pokrywają 95% światowej populacji. Według autorów żadne inne ugrupowanie religijne nie jest w takim stopniu rozpowszechnione. Chrześcijanie zielonoświątkowi i charyzmatyczni stanowią około 27% wszystkich chrześcijan i więcej niż 8% całkowitej światowej populacji. Analiza Pew Research Center szacuje, że około ośmiu na dziesięciu zielonoświątkowców zamieszkuje Afrykę Subsaharyjską (44%) i obie Ameryki (37%), prawie jeden na sześciu (16%) zielonoświątkowców żyje w Azji i na Pacyfiku.
Liczebność ruchu pentekostalnego w USA szacuje się na ok. 20 milionów członków, w tym około 918 tysięcy (4%) ludności hiszpańskojęzycznej, licząc wszystkie wspólnoty niezjednoczone, choć trudno podać rzeczywiste liczby, także z powodu przywiązywania niewielkiej wagi do formalnego członkostwa.
Według artykułu z 1998 w Christian History, na świecie jest około 11 tysięcy różnych zielonoświątkowych wspólnot. Pentekostalizm szacowano na około 115 milionów członków na świecie w roku 2000; na koniec roku 2007 szacowano liczbę zielonoświątkowców na ok. 600-650 milionów (w samych Chinach na blisko 70 mln). Amerykański socjolog i pisarz Peter L. Berger, który w 1999 roku wprowadził pojęcie desekularyzacji stwierdził: „Można powiedzieć z pewnym zaufaniem, że nowoczesny pentekostalizm musi być najszybciej rozwijającą się religią w historii ludzkości”. Oblicza się, że jeśli przyrost będzie postępować nadal w takim tempie, to ok. roku 2025 kościoły pentekostalne staną się najliczniejszym wyznaniem chrześcijańskim, wyprzedzając Kościół rzymskokatolicki. Ogromna większość członków kościoła zielonoświątkowego wywodzi się z krajów Trzeciego Świata, choć większość znanych postaci wywodzi się wciąż z Ameryki Północnej. Do niedawna pentekostalizm określało się czasem „trzecią siłą chrześcijaństwa”, obecnie – co do liczebności – jest „drugą siłą”. Szczególnie silny rozwój cechuje ruch zielonoświątkowy w Ameryce Łacińskiej i krajach Dalekiego Wschodu. Do większych Kościołów należą Kongregacja Chrześcijan w Brazylii (ok. 2,5 miliona wiernych) oraz Kościół Pełnej Ewangelii Yoido w Korei Południowej, założony i kierowany przez pastora Davida Yonggi Cho (w 2003 miał 780 000 członków).
Według Operation World w 2010 roku było w Polsce 42,5 tys. tradycyjnych zielonoświątkowców. Według tych samych danych do państw z największą liczbą tradycyjnych zielonoświątkowców należały:
- Afryka:
  - Angola: 2,35 miliona
  - Burkina Faso: 1,2 miliona
  - Burundi: 1,0 mln
  - Demokratyczna Republika Konga: 4,25 miliona
  - Etiopia: 2,3 miliona (patrz Pentekostalizm w Etiopii)
  - Ghana: 4,8 miliona
  - Kenia: 7,6 miliona (patrz Pentekostalizm w Kenii)
  - Malawi: 1,2 miliona
  - Mozambik: 1,4 miliona
  - Nigeria: 12,7 miliona (patrz Pentekostalizm w Nigerii)
  - RPA: 6,2 miliona
  - Tanzania: 1,9 miliona
  - Uganda: 1,9 miliona
  - Wybrzeże Kości Słoniowej: 1,2 miliona
  - Zambia: 1,4 miliona
  - Zimbabwe: 3,1 miliona
- Ameryka Łacińska:
  - Argentyna: 2,9 mln (patrz Pentekostalizm w Argentynie)
  - Brazylia: 40,8 miliona (patrz Pentekostalizm w Brazylii)
  - Chile: 2,6 miliona (patrz Pentekostalizm w Chile)
  - Gwatemala: 2,1 miliona (patrz Pentekostalizm w Gwatemali)
  - Honduras: 1,1 miliona (patrz Pentekostalizm w Hondurasie)
  - Kolumbia: 1,8 miliona (patrz Pentekostalizm w Kolumbii)
  - Meksyk: 5,6 miliona (patrz Pentekostalizm w Meksyku)
  - Nikaragua: 1,15 miliona
  - Peru: 1,4 miliona
  - Salwador: 1,5 miliona
  - Wenezuela: 1,8 miliona
- Ameryka Północna:
  - Jamajka: 0,43 mln
  - Kanada: 0,44 miliona
  - Stany Zjednoczone: 21,7 miliona
- Azja:
  - Chiny: 28,2 miliona
  - Filipiny: 2,4 miliona
  - Indie: 5,2 miliona
  - Indonezja: 9,0 miliona
  - Korea Południowa: 1,3 miliona
- Europa:
  - Bułgaria: 0,13 miliona
  - Finlandia: 0,1 miliona
  - Francja: 0,42 miliona
  - Hiszpania: 0,31 miliona
  - Holandia: 0,19 miliona
  - Niemcy: 0,24 miliona (patrz: Pentekostalizm w Niemczech)
  - Portugalia: 0,29 miliona
  - Rosja: 1,2 miliona
  - Rumunia: 0,44 miliona
  - Szwecja: 0,14 miliona
  - Ukraina: 0,84 miliona (patrz: Pentekostalizm na Ukrainie)
  - Wielka Brytania: 0,64 miliona
  - Włochy: 0,45 miliona (patrz: Pentekostalizm we Włoszech)
- Oceania:
  - Australia: 0,35 mln
  - Papua-Nowa Gwinea: 0,9 miliona.

## Ekumenizm
Zielonoświątkowcy przez długi czas byli negatywnie nastawieni do jakichkolwiek inicjatyw ekumenicznych. Wynikało to w dużym stopniu ze stosunku innych Kościołów do pentekostalizmu. W 1972 roku nawiązany został dialog ekumeniczny z Kościołem katolickim, który trwa nieprzerwanie do dzisiaj, w 1995 r. ze Światowym Aliansem Kościołów Reformowanych, w 2005 r. ze Światową Federacją Luterańską, a w 2011 r. ze Światowym Aliansem Baptystycznym.
Jednym z najważniejszych tematów podejmowanych w rozmowach jest „chrzest wodny”. Nad problemem dyskutowano podczas pierwszej fazy dialogu (lata 1972–1976). Rozmowy zasygnalizowały, że różnice dotyczą ustanowienia chrztu, skutków chrztu, sposobu udzielania oraz praktyka powtarzania chrztu w Kościołach pentekostalnych. Dla większości zielonoświątkowców chrzest nie jest sakramentem. Innym ważnym tematem jest mariologia.
Przewodniczący Papieskiej Rady ds. Popierania Jedności Chrześcijan kard. Kurt Koch stwierdził, że głównym partnerem ekumenicznym dla Kościoła katolickiego powinni być zielonoświątkowcy, ponieważ są największym po katolikach wyznaniem chrześcijańskim. Utrudnieniem jest jednak antykatolicka postawa, nieuznawanie katolickiego chrztu oraz kontrowersyjne metody ewangelizacyjne. Spośród dialogów ekumenicznych prowadzonych przez Kościół katolicki ten należy do najtrudniejszych.
Zielonoświątkowców cechuje również niechęć do współpracy ze Światową Radą Kościołów. W 1961 roku dwie chilijskie denominacje (Iglesia Pentecostal de Chile, Misión Iglesia Pentecostal) przystąpiły do Światowej Rady Kościołów, w 1969 roku – „Brazylia dla Chrystusa”, w 1972 – Międzynarodowy Kościół Ewangelikalny, w 1980 – Iglesia de Dios z Argentyny, w 1985 – Missáo Evangélica Pentecostal de Angola, w 1991 – Iglesia Misiones Pentecostal Libres de Chile, w 1997 – Chrześcijański Kościół Biblijny z Argentyny.
Środowiska europejskie są na ogół niechętne ekumenizmowi, pewien na to wpływ ma „Deklaracja berlińska” z 1909 roku stwierdzająca, że ruch zielonoświątkowy jest przejawem działania ducha „nie z góry, lecz z dołu”. W latach 60. holenderscy zielonoświątkowcy zainicjowali dialog z holenderskimi denominacjami reformowanymi. W latach 1987–1989 prowadzone były rozmowy z Fińskim Kościołem Luterańskim.
Wiele środowisk zielonoświątkowych włączyło się w działalność Globalnego Forum Chrześcijańskiego.

## Krytyka
Pierwsza krytyka wyszła ze środowiska „ruchu uświęceniowego”, z którego pentekostalizm się wyłonił. Zarzucano zielonoświątkowcom liczne grzechy, pychę, że wierzą w samousprawiedliwienie, że stworzyli zdeprecjonowaną formę religii, a glosolalia ma psychiczne podłoże i być może pochodzi od demonów. Zarzucano, że odtworzyli neo-gnostyczną formę religii.
Według deklaracji berlińskiej w ruchu zielonoświątkowym manifestuje się duch, ale jest to duch fałszywy. Autorzy deklaracji zarzucili też zielonoświątkowcom, że mieszają prawdę z kłamstwem.
Cesacjoniści, wśród nich John MacArthur, zarzucali, że dar języków zakończył się w czasach apostolskich i nie jest możliwe przywrócenie tego daru Kościołowi. W latach 30. zielonoświątkowcami zainteresowali się naukowcy: religiolodzy, psycholodzy i socjolodzy. Badali głównie glosolalię. Najbardziej zróżnicowane oceny wyszły od psychologów.
Spośród wyznań chrześcijańskich, zielonoświątkowców szczególnie często krytykują adwentyści, m.in. za wiarę w pochwycenie, nieśmiertelność duszy oraz świętowanie niedzieli. Przypisują zielonoświątkowcom głoszenie poglądu, że człowiek raz zbawiony jest na zawsze zbawiony. Krytykują za glosolalię, która ich zdaniem nie występuje w żadnym innym Kościele. Zdaniem niektórych adwentystów glosolalia może mieć demoniczne pochodzenie.

## Wizerunek
Istnieje kilka stereotypów na temat zielonoświątkowców, które są utrwalane w filmach Hollywoodu. Według jednego stereotypu zielonoświątkowcy cały czas modlą się na językach, nabożeństwa są chaotyczne, ludzie tarzają się po ziemi. Tymczasem nawet w neo-charyzmatycznych zborach te zjawiska są rzadkością. Drugi stereotyp głosi, że zielonoświątkowcy wywodzą się z niskich klas społecznych. Prawdą jest, że ruch zielonoświątkowy narodził się wśród ubogich warstw, ale w ostatnich dekadach XX wieku, zaczął docierać do zamożnych i wykształconych warstw. Ponadto wielu urodzonych w niższych warstwach zielonoświątkowców awansowało do wyższych klas na skutek mobilności społecznej, która jest rezultatem etyki oraz stylu życia. Istnieje kilka nurtów neopentekostalnych, które mają zupełnie inną demograficzną charakterystykę niż klasyczny pentekostalizm. Trzeci stereotyp głosi, że zielonoświątkowcy myślą tylko o niebie i paruzji Chrystusowej, a nie myślą o ziemi i sprawach doczesnych. Postawa ta była i jest wyrażana przez część zielonoświątkowców. Jednak zielonoświątkowe seminaria nauczają, że należy pomnażać swój majątek, nawet jeżeli Chrystus miałby wrócić jutro. Socjalna aktywność większości zielonoświątkowców nakierowana jest na czynienie tego świata lepszym.

## Badania naukowe nad pentekostalizmem
Czołowym badaczem ruchu zielonoświątkowego był Walter J. Hollenweger (1927–2016), nazywany „ojcem założycielem badań nad pentekostalizmem”. Na jego cześć w 2002 w Wolnym Uniwersytecie w Amsterdamie utworzono Centrum Interdyscyplinarnych Studiów nad Pentekostalizmem i Ruchami Charyzmatycznymi im. Hollenwegera (Hollenweger Centre for Interdisciplinary Studies of Pentecostalism and Charismatic Movements), które jest wiodącym ośrodkiem badań nad tym zjawiskiem religijnym. W Polsce studiami nad pentekostalizmem zajmują się m.in. prof. Zbigniew Pasek, prof. Andrzej Siemieniewski, dr Edward Czajko, dr Leszek Jańczuk, dr Marek Kamiński, dr Andrzej Migda, dr Henryk Ryszard Tomaszewski czy ks. dr hab. Andrzej Kobyliński.

## Działacze

### Pionierzy
- Charles Fox Parham (1873–1929) – pastor założyciel współczesnego pentekostalizmu
- William J. Seymour (1870–1922) – pastor założyciel misji przy ulicy Azusa
- Thomas Ball Barratt (1862–1940) – pionier pentekostalizmu w Europie, w tym zwłaszcza w Norwegii
- Evan Roberts (1878–1951) – pionier pentekostalizmu w Wielkiej Brytanii i czołowa postać przebudzenia walijskiego
- Jonathan Paul (1853–1931) – pionier pentekostalizmu w Niemczech
- Iwan Woronajew (1885–1937) – pionier pentekostalizmu w ZSRR
- Lewi Pethrus (1884–1974) – szwedzki pastor, pionier ruchu zielonoświątkowego w Szwecji.

### Działacze publiczni
- Abiy Ahmed Ali – od 2018 premier Etiopii, laureat Pokojowej Nagrody Nobla (2019)[46]
- Denis Mukwege – kongijski ginekolog, działacz społeczny i laureat Pokojowej Nagrody Nobla (2018)
- Jackie Walorski – amerykańska polityk i misjonarka, wieloletnia kongreswoman
- John Dramani Mahama – ghański polityk i historyk, w latach 2012–2017 i od 2025 prezydent Ghany
- John Ashcroft – prokurator generalny Stanów Zjednoczonych, w latach 2001–2005
- Kristi Noem – sekretarz bezpieczeństwa krajowego Stanów Zjednoczonych od 2025
- Lans Bovenberg – holenderski ekonomista i profesor ekonomii, zdobywca Nagrody Spinozy (2003)
- Lazarus Chakwera – malawijski duchowny i polityk, od 2020 roku prezydent Malawi
- Lillian Trasher (1887–1961) – amerykańska misjonarka, założycielka pierwszego sierocińca w Egipcie
- Marcelo Crivella – brazylijski pastor i polityk, w latach 2017–2020 burmistrz Rio de Janeiro
- Margaret Court – uważana za jedną z największych tenisistek wszech czasów, działaczka społeczna i pastor kościoła
- Robert Bakker – amerykański paleontolog zajmujący się dinozaurami
- Sarah Palin – amerykańska polityk, gubernator stanu Alaska w latach 2006–2009
- Scott Morrison – australijski polityk, w latach 2018–2022 premier Australii
- Yemi Osinbajo – nigeryjski prawnik i polityk, w latach 2015–2023 wiceprezydent Nigerii

### Teologowie zielonoświątkowi
- Abraão de Almeida (ur. 1939) – brazylijski teolog, pisarz i wykładowca
- C. Peter Wagner (1930–2016) – amerykański misjonarz, wykładowca i autor książek
- Derek Prince (1915–2003) – brytyjski teolog i pisarz
- Donald Gee (1891–1966) – angielski nauczyciel i teolog
- Gordon Fee (ur. 1934–2022) – amerykański biblista i pisarz
- Kevin Conner (1927–2019) – teolog i autor australijski

### Autorzy zielonoświątkowi
- David Oyedepo (ur. 1954) – nigeryjski pisarz, kaznodzieja i pastor.
- David Wilkerson (ur. 1931-2011) – autor książki Krzyż i sztylet oraz wielu innych książek. Do śmierci pełnił funkcje pastora Times Square Church w Nowym Jorku
- Derek Prince (1915–2003) – teolog i pastor chrześcijański.
- Greg Boyd (ur. 1957) – pastor, profesor teologii i pisarz chrześcijański, wykształcony na uczelniach sławnej Ivy League.
- Nicky Cruz (ur. 1938) – autor książki Nicky Cruz opowiada (obecnie wydawanej pod tytułem: Uciekaj mały, uciekaj). Obecnie mieszka w Kolorado, prowadzi ewangelizacje na całym świecie.
- Watchman Nee (1913–1972) – kaznodzieja chrześcijański, założyciel kościołów lokalnych.
- Witness Lee (1905–1997) – kaznodzieja chrześcijański, nauczyciel i pisarz powiązany z nurtem kościołów lokalnych.

### Pastorzy i działacze ewangelizacyjni

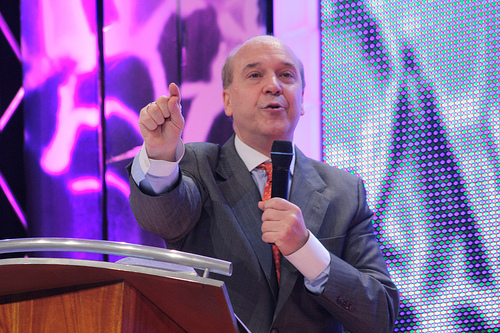
Argentyński ewangelista Claudio Freidzon

- A.A. Allen (1911–1970) – amerykański ewangelista-uzdrowiciel lat 50. i 60.
- Aimee Semple McPherson (1890–1944) – ewangelistka amerykańska, założycielka Międzynarodowego Kościoła Poczwórnej Ewangelii.
- Åke Green (ur. 1941) – szwedzki pastor, sądzony za przypominanie w kazaniu zielonoświątkowego stanowiska wobec homoseksualizmu.
- Bert Clendennen (1922–2009) – amerykański pastor, teleewangelista i misjonarz; założyciel kościoła Victory Temple.
- Brat Yun (ur. 1958) – chiński kaznodzieja i ewangelista, prześladowany lider chińskiego kościoła domowego.
- Brian Houston (ur. 1954) – pastor megakościoła Hillsong w Sydney w Australii.
- Claudio Freidzon (ur. 1955) – argentyński pastor megakościoła, ewangelista i autor bestsellerów
- David Yonggi Cho (ur. 1936) – pastor i założyciel największego megakościoła na świecie Kościoła Pełnej Ewangelii Yoido w Seulu, w Korei Południowej.
- Demos Shakarian (1913–1993) – przedsiębiorca, założyciel Full Gospel Business Men’s Fellowship International (FGBMFI); Międzynarodowa Społeczność Biznesmenów Pełnej Ewangelii – Chrześcijanie w Biznesie.
- Enoch Adeboye (ur. 1942) – nigeryjski pastor, teolog i autor
- Jack Coe (1918–1956) – amerykański ewangelista-uzdrowiciel lat 50.
- Jack Hayford (ur. 1934) – pastor, założyciel Kościoła w Drodze w Van Nuys, Kalifornia.
- Reinhard Bonnke (1940–2019) – niemiecki działacz ewangelizacyjny znany głównie z misji prowadzonych w Afryce. W 2002 przeprowadził największą krucjatę ewangelizacyjną w historii w Lagos w Nigerii, w której wzięło udział 6 milionów ludzi.
- Smith Wigglesworth (1859–1947) – brytyjski duchowny zwany Apostołem Wiary
- Sunday Adelaja (ur. 1967) – pastor Ambasady Bożej na Ukrainie w Kijowie
- William M. Branham (1909–1965) – amerykański ewangelista-uzdrowiciel połowy XX wieku

### Ewangeliści radiowi i teleewangeliści
- Chris Oyakhilome (ur. 1963) – nigeryjski teleewangelista, kaznodzieja i autor książek
- Jim Bakker (ur. 1940) – amerykański teleewangelista
- Jimmy Swaggart (ur. 1935) – amerykański teleewangelista
- Joyce Meyer (ur. 1943) – amerykańska teleewangelistka, autorka książek
- John Hagee (ur. 1940) – amerykański teleewangelista znany ze wspierania państwa Izrael
- Morris Cerullo (ur. 1931) – amerykański teleewangelista, autor ponad 80 książek
- Oral Roberts (1918-2009) – ewangelista-uzdrowiciel, potem teleewangelista
- Pat Robertson (ur. 1930) – amerykański teleewangelista, znany z nadawania programu telewizyjnego The 700 Club
- Rex Humbard (1919–2007) – pierwszy ewangelista telewizyjny, który odniósł sukces w połowie lat 50., w latach 60. i 70.
- Silas Malafaia (ur. 1958) – brazylijski pastor, autor książek i teleewangelista, znany ze swoich wpływów politycznych
- William Kumuyi (ur. 1941) – nigeryjski pastor, autor książek i teleewangelista

### Polscy wybitni pastorzy, teolodzy i ewangeliści
- Edward Czajko – czołowy polski teolog pentekostalny, wieloletni pastor zboru stołecznego Kościoła Zielonoświątkowego w RP, ekumenista
- John Godson – polityk, działacz samorządowy i pastor pochodzenia nigeryjskiego
- Michał Hydzik – pastor-senior zboru Betel w Ustroniu, ewangelista, były biskup Kościoła Zielonoświątkowego w RP
- Marek Kamiński – od 2008 zwierzchnik Kościoła Zielonoświątkowego w RP
- Kazimierz Sosulski – wieloletni działacz KZ
- Leszek Jańczuk – biblista, duchowny, tłumacz Biblii
- Mieczysław Kwiecień – kaznodzieja, wieloletni dziekan i wykładowca Warszawskiego Seminarium Teologicznego
- Anatol Matiaszuk – pastor i tłumacz anglojęzyczny
- Włodzimierz Rudnicki – wieloletni rektor Warszawskiego Seminarium Teologicznego’, kaznodzieja, prezbiter, pastor zboru Nowe Życie w Warszawie